# Fynbjörnbär
Fynbjörnbär (Rubus fioniae) är en rosväxtart som beskrevs av Leopold Martin Neuman. Fynbjörnbär ingår i släktet rubusar, och familjen rosväxter. Inga underarter finns listade i Catalogue of Life.